# Back to Bataan
Back to Bataan é um filme estadunidense de 1945, um filme de guerra dirigido por Edward Dmytryk. Produzido pela RKO Radio Pictures, o filme conta em tom patriótico a luta dos aliados e nativos filipinos contra os japoneses, iniciando logo após estes terem conquistado Bataan, na ilha filipina de Luzon (Batalha de Bataan, 1941 - 1942, durante a II Guerra Mundial).

## Sinopse
As forças aliadas sob o comando do General MacArthur são obrigadas a deixar suas posições nas Filipinas, logo após serem derrotadas pelos japoneses em Bataan. O Coronel Joseph Madden permanece no país e organiza a guerrilha dos nativos contra os invasores. Nesta luta ele conta com a liderança do capitão filipino Andrés Bonifácio, neto de um herói nacional. O capitão está amargurado e coloca em risco seus homens, pois pensa que a sua namorada, Dalisay Delgado, é uma colaboracionista inimiga: a voz da mulher é ouvida com frequência pelo rádio, enviando mensagens que apóiam os japoneses. Mas o coronel Madden sabe da verdade sobre ela, e espera o momento certo para contar ao capitão.

## Elenco Principal
- John Wayne...Coronel Joseph Madden
- Anthony Quinn...Capitão Andrés Bonifácio
- Beulah Bondi...Bertha Barnes
- Fely Franquelli...Dalisay Delgado
- Richard Loo...Maj. Hasko
- Philip Ahn...Coronel Coroki
- Alex Havier...Sgt. Bernessa
- 'Ducky' Louie...Maximo Cuenca
- Lawrence Tierney...Comandante Waite
- Leonard Strong...General Homma
- Paul Fix...Bindle Jackson
- Abner Biberman...Capitão japonês
- Vladimir Sokoloff...Buenaventura J. Bello